# Tjantjachi (Mtscheta-Mtianeti)
Tjantjachi (georgiska: ჭანჭახი), eller Tjantjachistsqali (ჭანჭახისწყალი), är ett vattendrag i Georgien. Det ligger i regionen Mtscheta-Mtianeti, i den östra delen av landet, 100 km norr om huvudstaden Tbilisi.